# Елізабет Картер

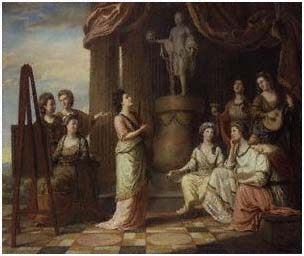
Семюел Річард. Дев'ять муз у храмі Аполлона, 1779 (Елізабер Картер — крайня зліва)

Елізабет Картер (англ. Elizabeth Carter; 16 грудня 1717, Діл, Кент — 19 лютого 1806, Лондон
) — англійська поетеса та перекладачка.

## Життєпис та творчість
Була дочкою парафіяльного священника й однією з найбільш освічених жінок свого часу. Досконало знала латинську і грецьку мови, й окрім них, єврейську, французьку, німецьку, італійську, іспанську, португальську та арабську. У 1734 році Елізабет Картер надрукувала свої перші вірші під псевдонімом Еліза в Gentleman's Magazine; окремими збірками вони виходили в 1738 і 1762 роках. Їй належить також переклад англійською мовою філософських праць Епіктета (1758, з давньогрецької мови). «Записки» авторства Картер видані в 1807 році.

## Дружні зв'язки
Входила до так званого Товариства синіх панчіх (англ. Blue Stockings Society (England)), дружила з Семюелом Джонсоном (друкувалася в його журналі Ремблер), Семюелом Річардсоном, Джошуа Рейнольдсом, Горасом Волполом, Едмундом Берком, Еммою Гамільтон, Джоанною Бейлі. Багато художників тієї епохи, серед інших — сер Томас Лоуренс (1788–1789), зображували Елізабет на своїх полотнах.

## Сучасні видання
- Elizabeth Carter, 1717—1806: an edition of some unpublished letters / Gwen Hampshire, ed. Newark: University of Delaware Press, 2005